# Chaumont-le-Bourg
Pour les articles homonymes, voir Chaumont.
Chaumont-le-Bourg est une commune française, située dans le département du Puy-de-Dôme en région Auvergne-Rhône-Alpes.

## Géographie

### Localisation

#### Lieux-dits et écarts
Le Bourg, la Fredière, Masselèbre, le Prélat, les Rippes, Sabiot, Tonvic.
| Marsac-en-Livradois |                   | Saint-Just |
|                     | Chaumont-le-Bourg |            |
| Arlanc              |                   | Beurières  |

### Climat
Pour des articles plus généraux, voir Climat d'Auvergne-Rhône-Alpes et Climat du Puy-de-Dôme.
En 2010, le climat de la commune est de type climat des marges montargnardes, selon une étude du Centre national de la recherche scientifique s'appuyant sur une série de données couvrant la période 1971-2000. En 2020, Météo-France publie une typologie des climats de la France métropolitaine dans laquelle la commune est exposée à un climat de montagne ou de marges de montagne et est dans la région climatique  Nord-est du Massif Central, caractérisée par une pluviométrie annuelle de 800 à 1 200 mm, bien répartie dans l’année. 
Pour la période 1971-2000, la température annuelle moyenne est de 9,4 °C, avec une amplitude thermique annuelle de 16,5 °C. Le cumul annuel moyen de précipitations est de 990 mm, avec 10,2 jours de précipitations en janvier et 8 jours en juillet. Pour la période 1991-2020, la température moyenne annuelle observée sur la station météorologique de Météo-France la plus proche, « Ambert », sur la commune d'Ambert à 11 km à vol d'oiseau, est de 10,1 °C et le cumul annuel moyen de précipitations est de 860,2 mm,. Pour l'avenir, les paramètres climatiques de la commune estimés pour 2050 selon différents scénarios d'émission de gaz à effet de serre sont consultables sur un site dédié publié par Météo-France en novembre 2022.

## Urbanisme

### Typologie
Au 1er janvier 2024, Chaumont-le-Bourg est catégorisée commune rurale à habitat dispersé, selon la nouvelle grille communale de densité à sept niveaux définie par l'Insee en 2022.
Elle est située hors unité urbaine. Par ailleurs la commune fait partie de l'aire d'attraction d'Ambert, dont elle est une commune de la couronne,. Cette aire, qui regroupe 29 communes, est catégorisée dans les aires de moins de 50 000 habitants,.

### Occupation des sols
L'occupation des sols de la commune, telle qu'elle ressort de la base de données européenne d’occupation biophysique des sols Corine Land Cover (CLC), est marquée par l'importance des forêts et milieux semi-naturels (50,7 % en 2018), en diminution par rapport à 1990 (52,3 %). La répartition détaillée en 2018 est la suivante : 
forêts (50,7 %), zones agricoles hétérogènes (25,2 %), prairies (24 %), zones urbanisées (0,1 %). L'évolution de l’occupation des sols de la commune et de ses infrastructures peut être observée sur les différentes représentations cartographiques du territoire : la carte de Cassini (XVIIIe siècle), la carte d'état-major (1820-1866) et les cartes ou photos aériennes de l'IGN pour la période actuelle (1950 à aujourd'hui).

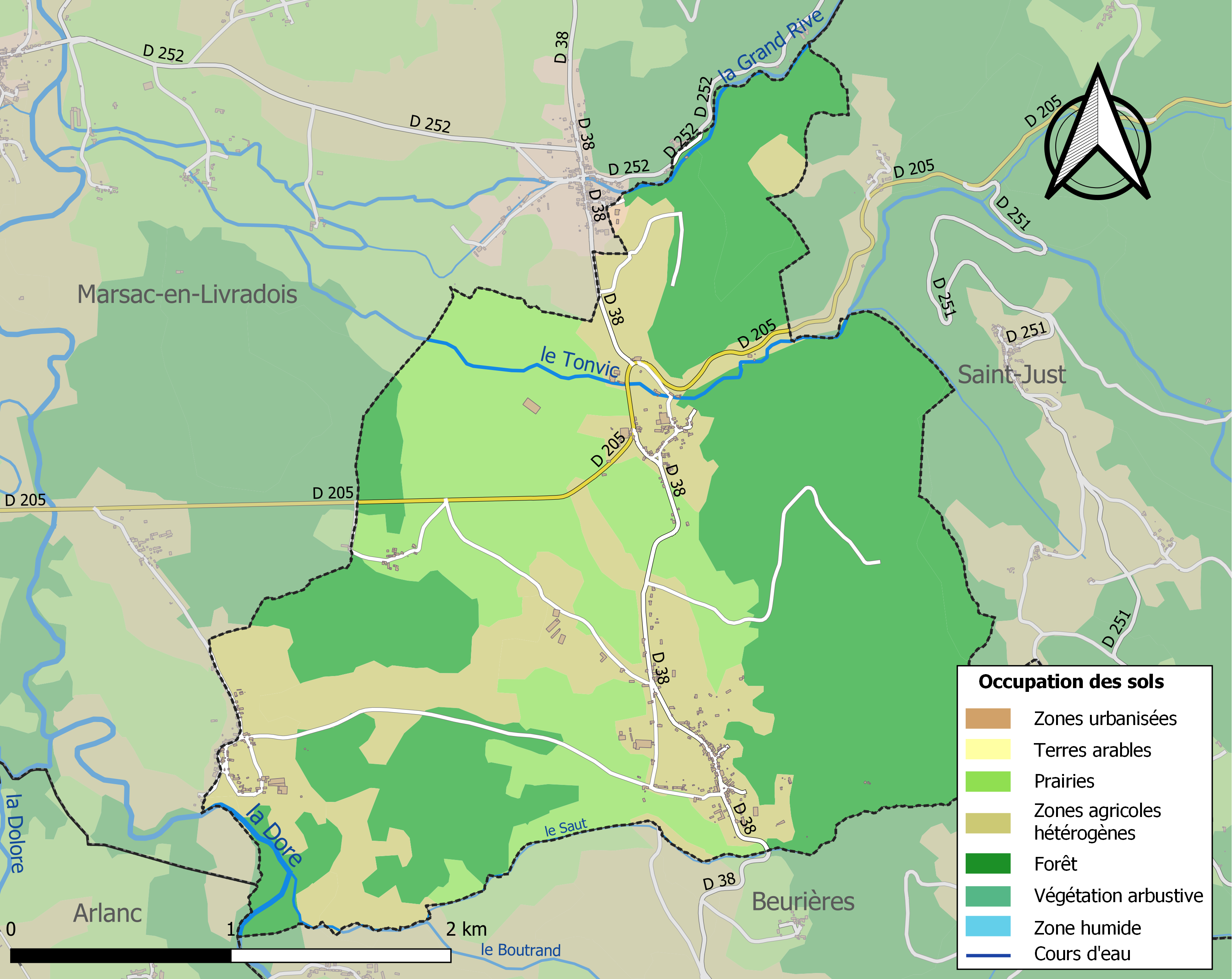
Carte des infrastructures et de l'occupation des sols de la commune en 2018 (CLC).

## Toponymie
Comme presque tous les Chaumont de France, il s'agit d'un mont chauve ; issu du latin mons calvus / montem calvum.

## Histoire
L'actuelle dénomination a été adoptée à une date inconnue, supposée entre 1882 et 1943. L'ancien nom, Chaumont, est toujours utilisé dans le langage courant.

## Politique et administration
| Période                                  | Période                   | Identité           | Étiquette | Qualité |
| ---------------------------------------- | ------------------------- | ------------------ | --------- | ------- |
| Les données manquantes sont à compléter. |                           |                    |           |         |
| mars 2001                                | mai 2020                  | Paul Chanal        |           |         |
| mai 2020                                 | En cours (au 3 juin 2020) | Raymond Nourrisson |           |         |

## Population et société

### Démographie
L'évolution du nombre d'habitants est connue à travers les recensements de la population effectués dans la commune depuis 1793. Pour les communes de moins de 10 000 habitants, une enquête de recensement portant sur toute la population est réalisée tous les cinq ans, les populations de référence des années intermédiaires étant quant à elles estimées par interpolation ou extrapolation. Pour la commune, le premier recensement exhaustif entrant dans le cadre du nouveau dispositif a été réalisé en 2008.

En 2022, la commune comptait 233 habitants, en évolution de +0,43 % par rapport à 2016 (Puy-de-Dôme : +2,1 %, France hors Mayotte : +2,11 %).
| 1793 | 1800 | 1806 | 1821 | 1831 | 1836 | 1841 | 1846 | 1851 |
| ---- | ---- | ---- | ---- | ---- | ---- | ---- | ---- | ---- |
| 613  | 580  | 616  | 640  | 712  | 660  | 783  | 767  | 708  |

| 1856 | 1861 | 1866 | 1872 | 1876 | 1881 | 1886 | 1891 | 1896 |
| ---- | ---- | ---- | ---- | ---- | ---- | ---- | ---- | ---- |
| 697  | 755  | 722  | 740  | 661  | 632  | 613  | 615  | 582  |

| 1901 | 1906 | 1911 | 1921 | 1926 | 1931 | 1936 | 1946 | 1954 |
| ---- | ---- | ---- | ---- | ---- | ---- | ---- | ---- | ---- |
| 569  | 526  | 501  | 411  | 360  | 348  | 344  | 319  | 276  |

| 1962 | 1968 | 1975 | 1982 | 1990 | 1999 | 2006 | 2008 | 2013 |
| ---- | ---- | ---- | ---- | ---- | ---- | ---- | ---- | ---- |
| 212  | 202  | 181  | 172  | 173  | 201  | 212  | 215  | 237  |

| 2018 | 2022 | - | - | - | - | - | - | - |
| ---- | ---- | - | - | - | - | - | - | - |
| 230  | 233  | - | - | - | - | - | - | - |

## Culture locale et patrimoine

### Lieux et monuments

#### Patrimoine religieux

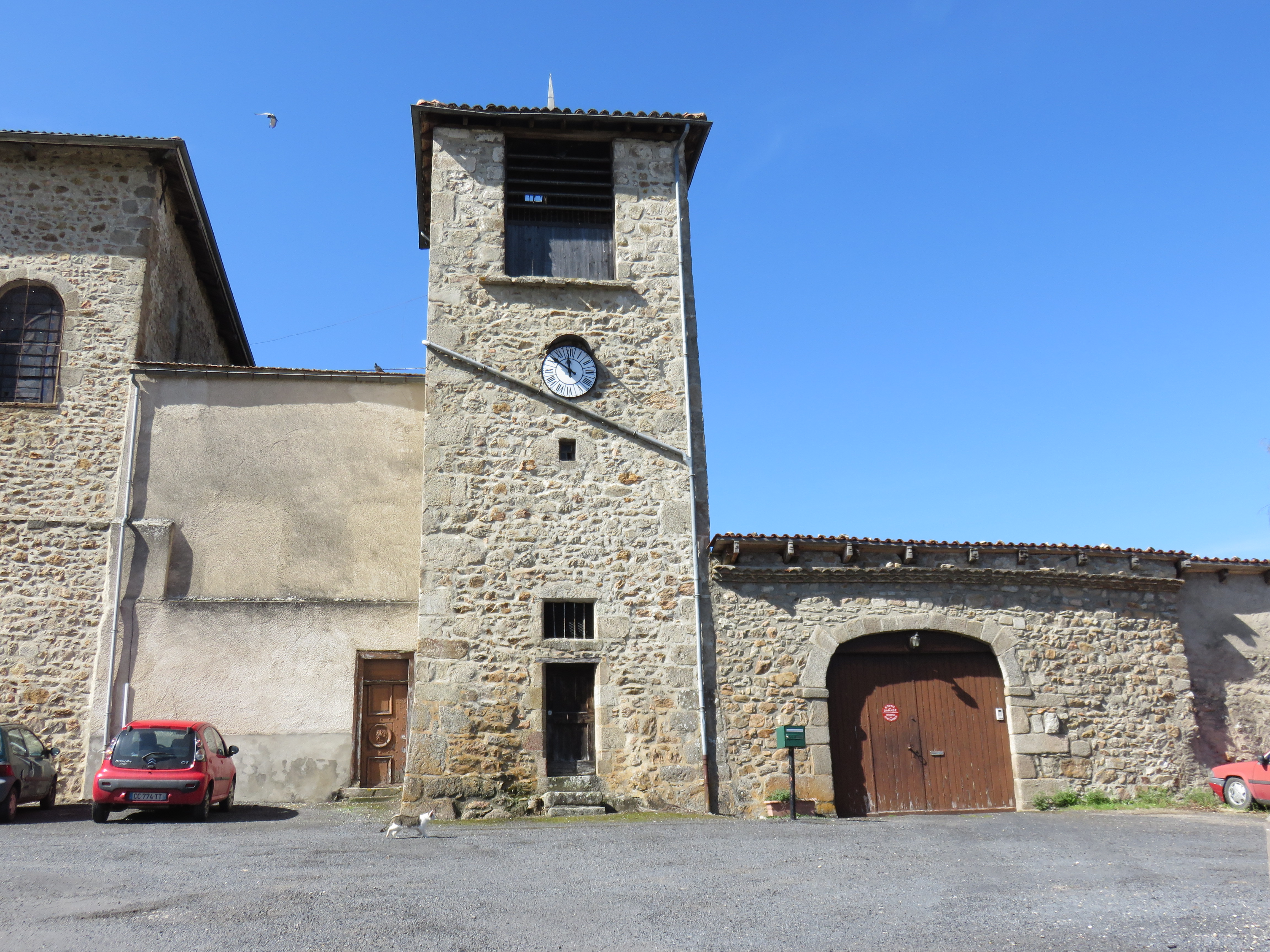
Ancien prieuré du Bourg.

- Croix de chemin en pierre du hameau de Masselèbre qui fait l’objet d’une inscription au titre des monuments historiques depuis le 4 décembre 1951[18]. supposée du XIVe ou XVe siècle. Pierre sculptée : christ en croix sur une face, Couronnement de la Vierge à l'Enfant et ange, sur l'autre face, autres personnages sur les faces latérales au pied.
Classement au titre des monuments historiques en 1951.
- Divers édifices répertoriés par les Monuments historiques mais non protégés :
  - Chapelle au lieu-dit Masselèbre, construite en 1867.
  - Chapelle Notre-Dame-de-Pitié, construite au XIXe siècle, date inconnue, avant 1837.
  - Ancien prieuré de bénédictins dans le Bourg (Xe, XVIe, XVIIe et XVIIIe, plusieurs fois détruit et reconstruit). Propriété mixte (commune et privée).
  - Diverses autres croix monumentales du XVIe au XIXe siècle.
  - Objets religieux dans l'église
    - Reliquaires[19] du 1er quart du XIXe siècle, classé au titre objet depuis le 21 septembre 1972
    - Statue : saint Pierre assis[20] du XVIe siècle ; XVIIe siècle, classé au titre objet depuis le 21 septembre 1972

#### Patrimoine civil
- Divers édifices répertoriés par les Monuments historiques mais non protégés :
  - fontaine du Bourg, 1892, sculptée ;
  - pont de pierre sur un ancien cours de la Dore, au lieu-dit Masselèbre, supposé du XIVe siècle ;
  - puits fermé au lieu-dit Masselèbre, supposé du 1er quart du XXe siècle.

### Patrimoine naturel
- La commune de Chaumont-le-Bourg est adhérente du parc naturel régional Livradois-Forez.

## Archives
- Registres paroissiaux et d'état civil : à partir de 1570 (mairie et archives départementales) - Lacunes aux XVIe, XVIIe et XVIIIe siècles.
- Dépouillements généalogiques :
  - Baptêmes, mariages et sépultures : 1570-1592 (lacunes).
- Délibérations municipales depuis :